# Édouard Delberghe
Édouard Delberghe (Viesly, 4 d'octubre de 1935 - Reims, 1 de setembre de 1994) va ser un ciclista francès, que fou professional entre 1957 i 1969.
En el seu palmarès destaquen 3 victòries d'etapa al Tour de Romandia, dues el 1961 i una el 1962. A les grans voltes destaca una novena posició final al Giro d'Itàlia de 1960.

## Palmarès
- 1957
  - 1r al Circuit de les Ardenes i vencedor d'una etapa
- 1958
  - Vencedor d'una etapa al Tour de l'Aude
- 1961
  - Vencedor de 2 etapes al Tour de Romandia
  - Vencedor d'una etapa al Gran Premi de Fourmies
- 1962
  - Vencedor d'una etapa al Tour de Romandia
  - Vencedor d'una etapa al Gran Premi del Midi Libre
- 1963
  - 1r al Gran Premi de Rousies
- 1967
  - 1r al Circuit d'Alvèrnia

### Resultats al Tour de França
- 1958. 13è de la classificació general
- 1959. 54è de la classificació general
- 1960. 18è de la classificació general
- 1962. 37è de la classificació general
- 1964. 51è de la classificació general
- 1966. 58è de la classificació general
- 1967. 83è de la classificació general
- 1969. 70è de la classificació general

### Resultats al Giro d'Itàlia
- 1959. 34è de la classificació general
- 1960. 9è de la classificació general
- 1961. 58è de la classificació general

### Resultats a la Volta a Espanya
- 1967. 49è de la classificació general
- 1968. 47è de la classificació general